# Bisegna
Bisegna è un comune italiano di 217 abitanti della provincia dell'Aquila in Abruzzo.

## Geografia fisica

### Territorio
Il paese è situato alle pendici del gruppo montuoso della Montagna Grande che separa la valle del Giovenco dalla valle del Sagittario ad un'altitudine che varia dai 932 ai 2 208 metri m s.l.m. Posto all'estremità orientale che separa la Marsica dalla valle Peligna, confina con i comuni di Gioia dei Marsi, Ortona dei Marsi, Pescasseroli, Scanno e Villalago. Dal 1999 fa parte integrante dell'area del parco nazionale d'Abruzzo, Lazio e Molise.

#### Idrografia
Sul monte Pietra Gentile, ufficialmente 1977 m s.l.m., nasce il fiume Giovenco, affluente naturale dei canali della piana del Fucino.

## Origini del nome
Nel periodo medievale il borgo era noto come "Visinium" (o "Visignum"), toponimo legato probabilmente a un antico centro fortificato marso e modificatosi linguisticamente in "Vesennia", "Versennia", infine "Bisegna".

## Storia

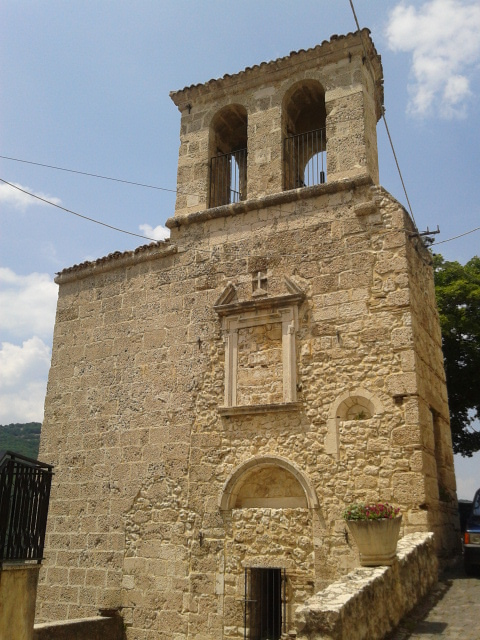
Edificio storico di Bisegna

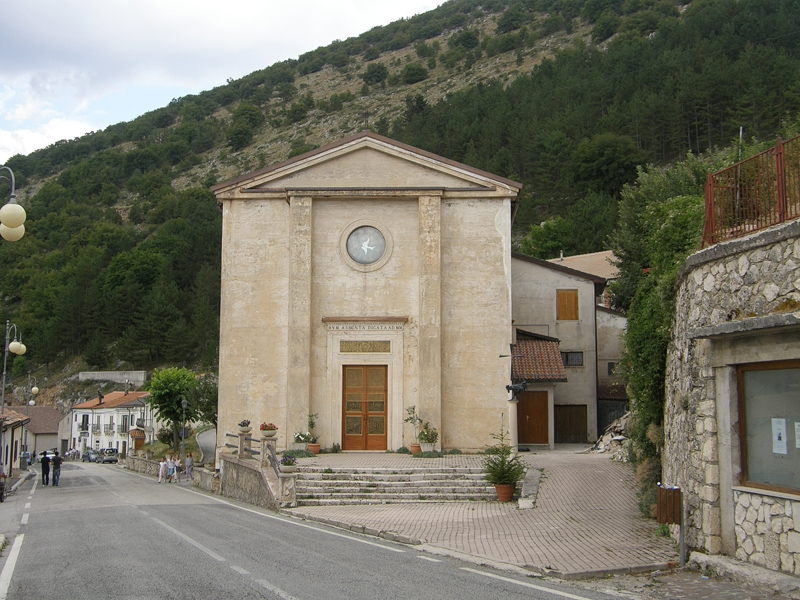
Chiesa di Santa Maria Assunta

### Origini
L'antico paese di Bisegna, posto su uno sperone roccioso del versante orientale della valle del Giovenco, dove il fiume omonimo ha le sue sorgenti, è situato in posizione strategica per l'osservazione ed il controllo della valle che da sempre ha rappresentato una delle più importanti vie di comunicazione verso il Fucino e la Marsica occidentale.
Il ritrovamento, nei pressi dei centri urbani di Bisegna e San Sebastiano dei Marsi, di due frammenti di utensili in pietra testimonia, in epoca preistorica, la presenza di insediamenti umani lungo il fondovalle e sulle alture a ridosso del fiume Giovenco. Si tratta di un nucleo di selce di buona qualità, da cui sono state ricavate delle piccole lame ed una scheggia triangolare con uno dei due lati ritoccato.
All'inizio dell'età del ferro (XI-VIII secolo a.C.), gli abitanti si portarono sulle alture della valle organizzandosi in centri fortificati ("ocres" in lingua marsa), con tanto di cinta murarie realizzate con pietre poste a secco, porte d'ingresso, cisterne e fossati. Tutto ciò era legato alla necessità di dotarsi di maggiore capacità difensiva, molto probabilmente causata dall'arrivo di nuove tribù. Nel territorio comunale di Bisegna tali centri fortificati sono stati individuati sul Colle Bernardo e sul Colle Arienzo, sulla propaggine rocciosa dove è situato il contemporaneo centro abitato ed anche in località "Le Castella", posta a mezza costa all'inizio della valle, in posizione sovrastante la chiesa di San Giovanni.
Questa struttura insediativa fu mantenuta fino al IV secolo a.C., quando, dopo la seconda guerra sannitica portata avanti dai popoli italici contro Roma e la successiva concessione del foedus ai Marsi (302 a.C.), furono create condizioni più vantaggiose che portarono ad una lunga fase di stabilità politico-amministrativa. Per questo motivo le popolazioni abbandonarono i centri fortificati, specie quelli posti più in alto e più scomodi, tornando a vivere nei siti a valle e sui pendii sottostanti e formando nuovi villaggi. Numerose, infatti, sono le testimonianze della presenza umana nella zona del Giovenco, databili dal IV secolo a.C. in poi.

### Medioevo

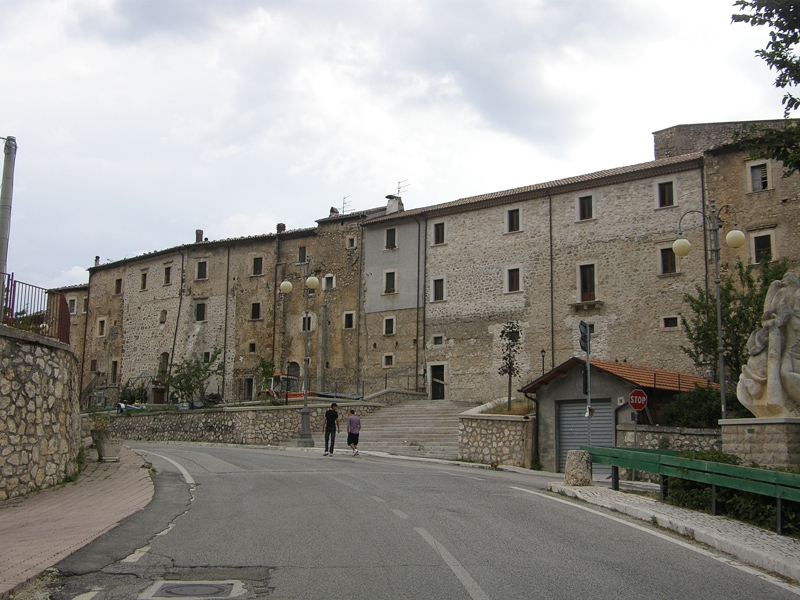
L'antico borgo di Bisegna

Il nucleo urbano è stato costituito tra l'XI e il XII secolo, in seguito al generale fenomeno dell'incastellamento. In questo periodo i paesi venivano costruiti in posizione più elevata, sulle colline, sulle cime o a mezza costa sui monti e infine venivano circondati dalle mura. 
Il toponimo medievale Visignum, relativo con ogni probabilità al nome del vicus risalente al III secolo a.C., è citato nel catalogo dei Baroni  del XII secolo, insieme a quello di San Sebastiano. Incluso nella contea di Celano, il borgo è stato uno dei possedimenti della famiglia Piccolomini, come testimoniano i numerosi stemmi presenti nelle abitazioni più antiche raffiguranti la mezzaluna.

### Età contemporanea

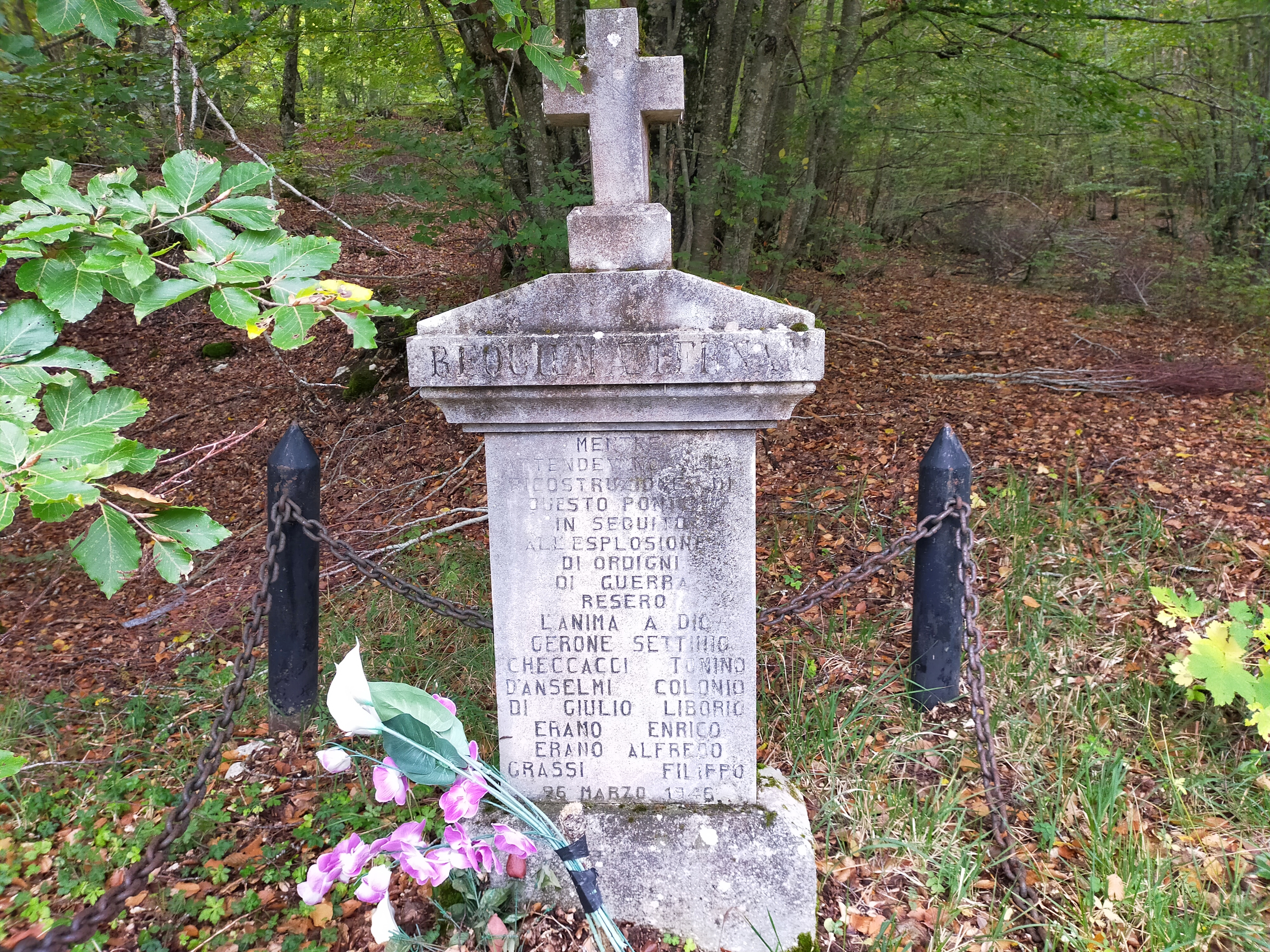
Monumento alle vittime della strage di Campomizzo

In seguito all'eversione feudale venne istituito nel 1811 il distretto di Avezzano di cui fece parte il circondario di Pescina e con esso Bisegna, unito al comune di Ortona dei Marsi insieme alle ville di Aschi e San Sebastiano. Nel 1829 venne istituito il comune autonomo di Bisegna a cui fu annessa la frazione di San Sebastiano dei Marsi.
Il patrimonio architettonico del borgo subì gravi danni a causa del terremoto della Marsica del 1915, mentre il territorio venne bombardato durante la seconda guerra mondiale. Diversi militari originari di Bisegna e San Sebastiano scelsero, specie in seguito all'armistizio di Cassibile, di non combattere nelle file delle forze armate naziste e della Repubblica Sociale Italiana, venendo pertanto inquadrati come Internati Militari Italiani.
Il 26 marzo 1946 avvenne la strage di Campomizzo: una bomba innescata durante la ritirata dei nazisti causò la morte di sette giovani e il ferimento grave di diversi operai impegnati nella ricostruzione del ponte sul fiume Giovenco situato lungo la strada provinciale 17 tra Bisegna e Gioia dei Marsi e fatto crollare dagli Alleati della seconda guerra mondiale.

### Simboli
Lo stemma comunale è stato riconosciuto con DCG del 28 novembre 1941. 
Nello stemma sono raffigurati tre crescenti montanti d'oro, divisi da una pergola in filetto d'argento; nel capo di porpora una rocca, circondata da un ramo di alloro e uno di quercia legati da un nastro con i colori nazionali, sostituisce quello che fu il capo del Littorio presente all'epoca della concessione. Motto: Visinium Marsorum arx ("Bisegna rocca dei Marsi").

## Monumenti e luoghi d'interesse

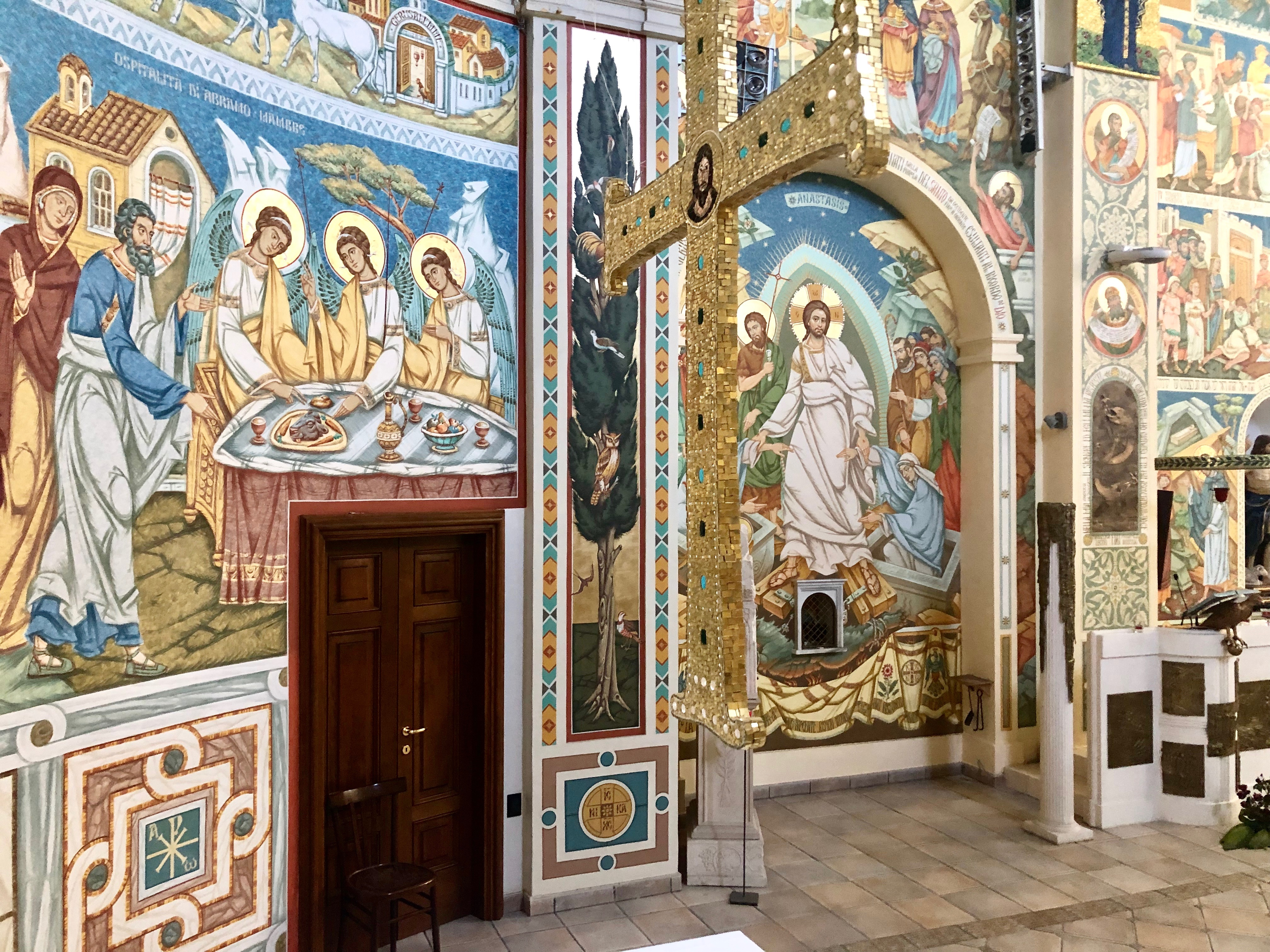
Gli "affreschi di Bisegna" nella chiesa di Santa Maria Assunta

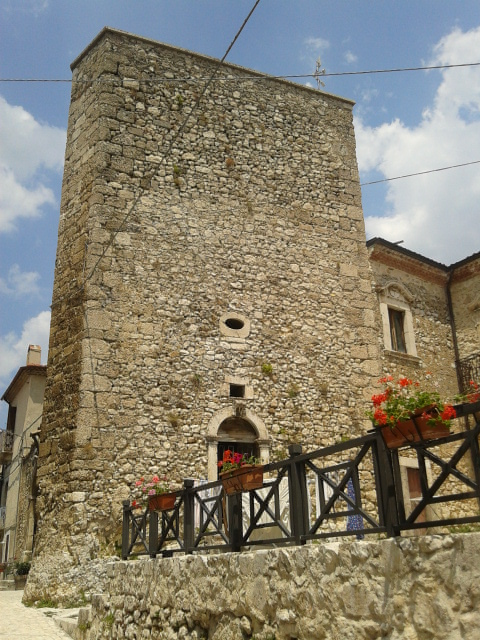
Torre medievale del XII secolo

### Architetture religiose
Chiesa di Santa Maria AssuntaChiesa parrocchiale edificata ex-novo dopo il terremoto del 1915 che distrusse l'originario edificio di culto risalente tra il XIV e il XV secolo. Nei primi anni duemila è stato avviato un progetto di adeguamento e valorizzazione iconografica attraverso la realizzazione di un ciclo di affreschi.
Chiesa di San Giovanni BattistaLuogo di culto, edificato secondo la tradizione orale dai monaci benedettini di Sant'Angelo in Valleluce nei pressi del contemporaneo comune laziale di Sant'Elia Fiumerapido (FR). Devastato nel corso del XV secolo l'eremo venne riedificato nella prima metà del Cinquecento. Vicino all'edificio di culto si trovano anche una piccola grotta e un fontanile.
- Chiese di San Pancrazio, Santa Maria delle Grazie (Santa Gemma), San Sebastiano al fiume, Madonna di Loreto a San Sebastiano dei Marsi.
- Torre dell'orologio, torre campanaria dell'originaria chiesa di Santa Maria Assunta[7].

### Architetture civili
- Resti del palazzetto gentilizio settecentesco[20].

### Architetture militari
- Torre medievale edificata a cominciare dalla metà del XII secolo. È parzialmente inglobata nei resti del palazzetto gentilizio[21].

### Aree naturali
Sorgente della ferrieraVicino ai ruderi della ferriera marsicana a San Sebastiano dei Marsi si trova la sorgente naturale omonima nei pressi della quale, dagli anni sessanta, venne costruito l'acquedotto e un sistema di sollevamento dell'acqua che dal fiume Giovenco viene in parte deviata a San Demetrio ne' Vestini e nella conca aquilana. Non distante si trova la sorgente della Pulciara.
Cammino della bauxiteUno degli anelli di congiunzione della rete sentieristica della Via dei Marsi è il "cammino della bauxite" che si snoda tra i comuni di Villavallelonga, Lecce nei Marsi e Bisegna, attraversando i territori montani posti a sud, sud est della piana del Fucino.
- Grotta di San Giovanni con la piccola chiesa romitorio[24]
- Montagna Grande
- Fonte d'Appia[25]
- Pianoro del Templo

## Società

### Evoluzione demografica
Abitanti censiti

### Tradizioni e folclore

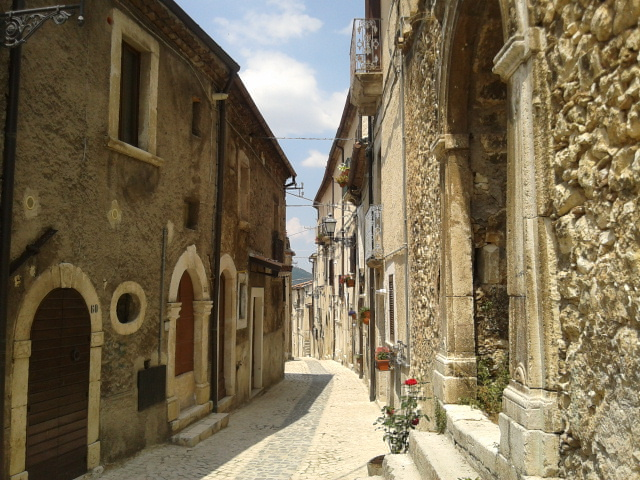
Scorcio del borgo

Il 16 di agosto di ogni anno si celebra la festa patronale in onore di san Rocco, patrono del comune di Bisegna.
A metà maggio i fedeli di Bisegna e San Sebastiano effettuano un pellegrinaggio a Goriano Sicoli in occasione della festa di santa Gemma.

## Cultura

### Musei
Museo del caprioloIl museo che illustra la vita del capriolo, uno degli animali simbolo del parco nazionale d'Abruzzo, Lazio e Molise, è ospitato all'interno del centro visita posto non distante dal centro storico.
Museo dell'orsoNella frazione di San Sebastiano dei Marsi si trova il museo istituito nel 1997. Inizialmente dedicato agli insetti del parco, si occupava di sviluppare le attività didattiche volte a far conoscere gli insetti che vivono nell'area protetta. La presenza quasi costante del plantigrado nel centro urbano e nei pressi del paese ha spinto l'ente gestore del parco nazionale d'Abruzzo, Lazio e Molise a focalizzare l'attività didattica sull'orso bruno marsicano. Il museo, presenta tre sale espositive ed aree didattiche riservate soprattutto alle scolaresche.

## Infrastrutture e trasporti

### Strade
La strada provinciale 17 collega il paese a Pescina in direzione nord e a Pescasseroli e nell'area del parco nazionale in direzione sud.

## Amministrazione
Sul sito del Ministero dell'interno sono disponibili i dati di tutte le elezioni amministrative di Bisegna dal 1985 ad oggi.
| Periodo          | Periodo          | Primo cittadino        | Partito                                             | Carica                  | Note   |
| ---------------- | ---------------- | ---------------------- | --------------------------------------------------- | ----------------------- | ------ |
| 6 giugno 1993    | 26 aprile 1997   | Pio Forte              | PSI                                                 | Sindaco                 |        |
| 27 aprile 1997   | 12 maggio 2001   | Pio Forte              | Coalizione di centro-sinistra                       | Sindaco                 |        |
| 13 maggio 2001   | 28 maggio 2006   | Settimio Di Bartolomeo | Lista civica                                        | Sindaco                 |        |
| 29 maggio 2006   | 15 maggio 2011   | Giovanni Grassi        | Lista civica                                        | Sindaco                 |        |
| 16 maggio 2011   | 4 giugno 2016    | Amedeo Di Lorenzo      | Lista civica – Voi e noi                            | Sindaco                 |        |
| 5 giugno 2016    | 3 ottobre 2021   | Antonio Mercuri        | Lista civica – Fiore di genziana                    | Sindaco                 | [ 32 ] |
| 4 ottobre 2021   | 11 dicembre 2024 | Antonio Mercuri        | Lista civica – Insieme per rinascere                | Sindaco                 | [ 33 ] |
| 12 dicembre 2024 | 9 giugno 2025    | Federico Izzi          | N.D.                                                | Commissario prefettizio | [ 33 ] |
| 10 giugno 2025   | in carica        | Donato Buccini         | Lista civica – Cambiamenti per il comune di Bisegna | Sindaco                 | [ 34 ] |

## Sport

### Arrampicata sportiva
Nel 2014 su una falesia del territorio comunale è stato realizzato il sito per l'arrampicata su roccia.